# 3093 Bergholz
3093 Bergholz è un asteroide della fascia principale. Scoperto nel 1971, presenta un'orbita caratterizzata da un semiasse maggiore pari a 2,6777562 UA e da un'eccentricità di 0,2047364, inclinata di 12,74737° rispetto all'eclittica.
L'asteroide è dedicato alla poetessa sovietica Ol'ga Fedorovna Bergholz.